# Izatha dulcior
Izatha dulcior là một loài bướm đêm thuộc họ Oecophoridae. Nó là loài đặc hữu của New Zealand, ở đó nó is only known from quần đảo Poor Knights.
Sải cánh dài 18.5–24.5 mm đối với con đực và 19.5–20.5 mm đối với con cái. Con trưởng thành bay vào đầu tháng 12.